# Csinan
Csinan (Jinan) (济南; pinjin: Jǐnán) a Kínai Népköztársaság Santung (Shandong) tartományának fővárosa. A mai Csinan (Jinan) területe fontos szerepet játszott a régió történetében már a civilizáció kezdete óta. Ma már fontos nemzeti adminisztratív, gazdasági és forgalmi központ. A Peking (Beijing)től 400 km-re fekvő város tartományi szintű közigazgatással bír.

## Népesség
| 2019 | 7 967 400 |
| 2020 | 9 202 432 |

## Közlekedés

### Helyi közlekedés
A városban metró is működik.